# Bregnano
Bregnano (Bregnan in dialetto comasco, AFI: /breˈɲɑŋ/) è un comune italiano di 6 404 abitanti della provincia di Como in Lombardia.

## Geografia fisica
Bregnano si trovava, alla fine dell'ultima glaciazione, nelle lingue dei ghiacciai che scendevano dalla Valtellina, dalla Valchiavenna e quindi dal Lago di Como, come testimoniano le colline di origine morenica nelle vicinanze dell'abitato.
Situato ai margini esterni della Brianza e della Bassa Comasca, il comune di Bregnano si trova a un'altitudine media di 290 metri sul livello del mare e confina a nord con Cadorago (frazione Bulgorello), a est con Cermenate, a sud con Lazzate e Rovellasca, a ovest con Lomazzo.
A ovest, per tutta la lunghezza del territorio, fluisce il torrente Lura e parte di quel territorio comunale contribuisce a costituire il Parco Locale di Interesse Sovracomunale della Valle del Lura, così come il laghetto Rosoré e l'aria umida attigua. Inoltre, nei pressi del confine con Cadorago e Vertemate, esistono le sorgenti della Roggia Murella, un fosso che stagionalmente si riempie d'acqua.

## Storia
La più antica attestazione storica si ha in un documento del IX secolo che riporta la località con il nome di  Beroniano.
Gli avvenimenti più importanti che lo riguardano si inseriscono nelle contese che opposero Como a Milano nel XII secolo. Nella seconda metà del XII secolo, Bregnano fu posto sotto la giurisdizione ecclesiastica, quale feudo del vescovo di Como Ardizzone di Castello.
Il paese di Bregnano, che tra il 1118 e il 1196 fu coinvolto nelle dispute tra Como e Milano, era dotato di un castello. In questo contesto, di Bregnano era un tal Alberico, uno dei condottieri dello schieramento milanese che più si distinsero durante la vittoriosa battaglia di Montesordo del 1126. All'incirca un trentennio più tardi, Bregnano divenne un feudo del vescovo di Como Ardizzone.
Gli annessi agli Statuti di Como del 1335 riportano il comune de Bregniano e il comune loci de Puzinate all'interno della pieve di Fino, entro cui vi rimasero fino a oltre la metà del XVIII secolo.
Il paese, che nel corso dei secoli divenuto parte dei possedimenti feudali della famiglia Carcano (di antica origine milanese), nel 1751 risultò libero dall'infeudazione e soggetto a un pagamento quindecennale per la relativa "redenzione". Due anni più tardi il comune di Puginate risulta già comprendere la comunità di Cassina Manigardi (detta anche "Manigardo" o "Menigardo"), attestata nella pieve di Fino già nel 1652 e, allo stesso modo di Bregnano, non più infeudata nel 1751.
In seguito, il compartimento territoriale del Ducato di Milano del 1756 indicò Bregnano, Puginate e Cassina Manigardi come facenti parte di un unico comune.
Nei secoli successivi, il comune di Bregnano con Puginate e Cassina Manigardi seguì le vicende del resto della provincia di Como. Bregnano diede i natali a Roberto Rampoldi (Bregnano 1850 – Pavia 1926) medico, professore di oftalmologia presso l’università di Pavia, storico e deputato per ben otto legislature, dal 1891 al 1919, e poi, nel 1920, divenire senatore.
Recentemente Bregnano ha conosciuto una certa dinamicità culturale e paesaggistica con la creazione del Parco del Lura e la costituzione di associazioni come, ad esempio, la Pro Loco o la Bi Bi Banda Bregnano.

### Simboli
Lo stemma e il gonfalone sono stati concessi con decreto del presidente della Repubblica del 17 marzo 1985.
Il gonfalone è un drappo di azzurro.

## Monumenti e luoghi d'interesse

### Architetture religiose
- La chiesa di San Michele fu ristrutturata nel XVI secolo[10] sulla base di una cappella attestata nella pieve di Fino già alla fine del XIII secolo[11].
- La chiesa di San Giorgio (XVI secolo)[12] fu fino al 1788 comparrocchiale con la chiesa di San Michele. Successivamente vicaria della stessa, fu elevata a sede parrocchiale nel 1860 dal vescovo Giuseppe Marzorati[13].
- Nei pressi della chiesa di San Michele si trova la Cappella di Santa Maria ad Nemus (XV secolo[14]), dotata di cupola nel 1858 e ristrutturata nel 1925[4]
- A Puginate, la chiesa dei Santi Ippolito e Cassiano[15] divenne, nel 1784, vicaria della parrocchia di San Michele[16]. Nel 1862 fu elevata a sede di una parrocchia propria, ottenuta da uno smembramento di territorio fino ad allora attribuito alla parrocchia di San Michele[16].

### Architetture civili
Nella frazione San Michele si possono vedere le mura perimetrali del vecchio castello medievale, ora adibito a uso industriale. Bregnano è inoltre conosciuto per le sue numerosissime corti sparse tra le tre frazioni; un tempo erano adibite a uso agricolo e abitativo, ora solo abitativo.

## Società

### Evoluzione demografica
Prima dell'unità d'Italia
- 1751: 880 abitanti a Bregnano[5] e 37 a Cassina Manigardi[7]
- 1771: 1 066 abitanti[8]
- 1799: 1 300 abitanti[17]
- 1805: 1 178 abitanti[17]
- 1853: 1 976 abitanti[18]

Dopo l'unità d'ItaliaAbitanti censiti

## Cultura

### Istruzione

#### Musei
Nei pressi della Cascina Menegardo aveva sede un piccolo museo, ora soppresso, unico in Italia, interamente dedicato alle api, al loro allevamento e alla produzione del miele. Qui era possibile osservare una collezione di più di duemila pezzi pazientemente raccolti in mezzo secolo. Da qualche anno il museo è stato trasferito in Liguria.

### Media

#### Radio
Nella seconda metà degli anni settanta nacque a Bregnano una delle prime emittenti libere della zona, Radio Club Lura (FM 88,700 MHz e 88,950 MHz), dal nome del torrente che intercetta il centro abitato. La stazione, che aveva sede in via Diaz 19, ebbe un buon seguito e si sviluppò a livello editoriale e commerciale anche grazie all'installazione di un ripetitore sugli 88,800 MHz sul Monte Bisbino, altura sopra Cernobbio da dove era possibile interessare una vastissima porzione del nord della Lombardia. Per l'occasione l'emittente mutò l'originario marchio, eccessivamente locale, in Radio Blu. L'emittente cedette poi gli impianti a Rete Radio Kappa CB di Mariano Comense, che a sua volta li alienò a Radio Maria che li esercisce tuttora.

## Geografia antropica

### Frazioni
Il paese è costituito da due località, San Michele e San Giorgio, e da una frazione, Puginate, che piano piano si sta agglomerando negli altri due nuclei. Altri piccoli nuclei sono San Rocco a sud-ovest, benché considerato parte integrante di San Giorgio, e Menegardo, nei pressi dell'omonima piattaforma ecologica, condivisa tra S. Giorgio e Puginate.

#### Puginate
È una frazione di 2 000 abitanti circa. Presenta una massiccia torre campanaria fatta edificare da don Carlo Clerici, nativo di Bulgorello, e benedetta dal vescovo di Como, S.E. Teodoro Valfrè di Bonzo, a inizio del Novecento.
Anticamente era presente in paese il convento degli Umiliati, ordine religioso poi soppresso, che motiva le grandi dimensioni dell'attuale chiesa, recentemente fatta restaurare da don Aldo Milani su lascito del predecessore, don Silvio Rezzonico. Da segnalare anche il parco pubblico "Cederna" e la "Casa dei Pini", particolare per il giardino ammirabile dall'esterno con presenti diverse sculture policromatiche.

## Infrastrutture e trasporti

### Trasporti pubblici
Bregnano è collegata con la vicina stazione ferroviaria di Lomazzo e il comune di Cantù dagli autobus della linea C84, gestita da FNMA, mentre l'azienda ASF gestisce il trasporto pubblico verso la città di Como, tramite il servizio della linea C60 che a Bregnano ha il suo capolinea.

## Amministrazione
| Periodo | Periodo   | Primo cittadino         | Partito                             | Carica  | Note   |
| ------- | --------- | ----------------------- | ----------------------------------- | ------- | ------ |
| 2004    | 2009      | Angelo Dubini           | Lista civica Insieme per Bregnano   | Sindaco | [ 22 ] |
| 2009    | 2014      | Evelina Arabella Grassi | Il Popolo della Libertà - Lega Nord | Sindaco | [ 22 ] |
| 2014    | 2019      | Elena Daddi             | Lista civica Bregnano in movimento  | Sindaco | [ 22 ] |
| 2019    | 2024      | Elena Daddi             | Lista civica Bregnano in movimento  | Sindaco | [ 22 ] |
| 2024    | in carica | Elena Daddi             | Lista civica Bregnano in movimento  | Sindaco | [ 22 ] |

## Sport
Da segnalare l'US Bregnanese che ha militato in Prima Categoria fino al 2018, dopodiché il centro sportivo, il quale si trova nella frazione di San Michele, vicino alla magione del Rai, è stato affittato dall'accademia calcio Como, affiliata all'Inter. La UC Puginatese, invece, era una nota associazione di ciclismo ora cessata: Società nota in tutta Italia con ben 60 anni di storia che ha forgiato una serie di campioni del ciclismo (vedi Casartelli).

### Esplicative
1. ↑  Per il dialetto comasco, si utilizza l'ortografia ticinese, introdotta a partire dal 1969 dall'associazione culturale "Famiglia Comasca" nei vocabolari, nei documenti e nella produzione letteraria.

### Bibliografiche
1. 1 2   Bilancio demografico mensile anno 2024 (dati provvisori), su demo.istat.it, ISTAT.
2. ↑   Classificazione sismica (XLS), su rischi.protezionecivile.gov.it.
3. ↑   Tabella dei gradi/giorno dei Comuni italiani raggruppati per Regione e Provincia (PDF), in Legge 26 agosto 1993, n. 412, allegato A, Agenzia nazionale per le nuove tecnologie, l'energia e lo sviluppo economico sostenibile, 1º marzo 2011,  p. 151. URL consultato il 25 aprile 2012 (archiviato dall'url originale il 1º gennaio 2017).
4. 1 2 3 4  Borghese, p. 105.
5. 1 2 3   Comune di Bregnano, sec. XIV - 1757, su Istituzioni storiche – Lombardia Beni Culturali. URL consultato il 28 aprile 2020.
6. 1 2   Comune di Puginate, sec. XIV - 1757, su Istituzioni storiche – Lombardia Beni Culturali. URL consultato il 28 aprile 2020.
7. 1 2 3   Comune di Menigardo, sec. XVII - 1757, su Istituzioni storiche – Lombardia Beni Culturali. URL consultato il 28 aprile 2020.
8. 1 2   Comune di Bregnano, 1757 - 1797, su Istituzioni storiche – Lombardia Beni Culturali. URL consultato il 28 aprile 2020.
9. ↑   Bregnano, su Archivio Centrale dello Stato. URL consultato il 22 ottobre 2022.
10. ↑   Chiesa di S. Michele - complesso, Piazza S. Michele - Bregnano (CO), su Architetture – Lombardia Beni Culturali. URL consultato il 28 aprile 2020.
11. ↑   SIUSA - Parrocchia di S. Michele in Bregnano, su siusa.archivi.beniculturali.it. URL consultato il 28 aprile 2020.
12. ↑   Chiesa di S. Giorgio - complesso, Via Dante - Bregnano (CO), su Architetture – Lombardia Beni Culturali. URL consultato il 28 aprile 2020.
13. ↑   SIUSA - Parrocchia di S. Giorgio in Bregnano, su siusa.archivi.beniculturali.it. URL consultato il 28 aprile 2020.
14. ↑   Comune di Bregnano - Storia, su Italiapedia. URL consultato il 17 dicembre 2020.
15. ↑   Chiesa dei SS. Ippolito e Cassiano - complesso, Via Volta - Bregnano (CO), su Architetture – Lombardia Beni Culturali. URL consultato il 28 aprile 2020.
16. 1 2   SIUSA - Parrocchia dei SS. Ippolito e Cassiano in Puginate di Bregnano, su siusa.archivi.beniculturali.it. URL consultato il 28 aprile 2020.
17. 1 2   Comune di Bregnano, 1798 - 1815, su Istituzioni storiche – Lombardia Beni Culturali. URL consultato il 28 aprile 2020.
18. ↑   Comune di Bregnano, 1816 - 1859, su Istituzioni storiche – Lombardia Beni Culturali. URL consultato il 28 aprile 2020.
19. ↑  Statistiche I.Stat ISTAT  URL consultato in data 28-12-2012.
Nota bene: il dato del 2021 si riferisce al dato del censimento permanente al 31 dicembre di quell'anno. Fonte:  Popolazione residente per territorio - serie storica, su esploradati.censimentopopolazione.istat.it.
20. ↑   FNMA Autoservizi, su fnmautoservizi.it. URL consultato il 25 aprile 2017.
21. ↑   ASF Autolinee, su asfautolinee.it. URL consultato il 25 aprile 2017 (archiviato dall'url originale il 26 aprile 2017).
22. 1 2 3 4 5   Anagrafe degli amministratori locali e regionali, su amministratori.interno.gov.it. URL consultato il 13 maggio 2023.